# Reč, Ulcinj
Reč este un sat din comuna Ulcinj, Muntenegru. Conform datelor de la recensământul din 2003, localitatea are 71 de locuitori (la recensământul din 1991 erau 368 de locuitori).

## Demografie
În satul Reč locuiesc 49 de persoane adulte, iar vârsta medie a populației este de 39,4 de ani (39,4 la bărbați și 39,4 la femei). În localitate sunt 14 gospodării, iar numărul mediu de membri în gospodărie este de 5,07.
|  |

| Demografie | Demografie | Demografie |
| An         | Locuitori  | Locuitori  |
| ---------- | ---------- | ---------- |
|            |            |            |
|            |            |            |
|            |            |            |
|            |            |            |
| 1948       | 158        |            |
| 1953       | 201        |            |
| 1961       | 243        |            |
| 1971       | 271        |            |
| 1981       | 297        |            |
| 1991       | 368        | 87         |
| 2003       | 205        | 71         |

| \| Componența etnică conform recensământului din 2003[2] \| Componența etnică conform recensământului din 2003[2] \| Componența etnică conform recensământului din 2003[2] \| Componența etnică conform recensământului din 2003[2] \| Componența etnică conform recensământului din 2003[2] \| \| ----------------------------------------------------- \| ----------------------------------------------------- \| ----------------------------------------------------- \| ----------------------------------------------------- \| ----------------------------------------------------- \| \| \| \| \| \| \| \| Albanezi \| Albanezi \| \| 66 \| 92,95% \| \| Muntenegreni \| Muntenegreni \| \| 4 \| 5,63% \| \| necunoscută \| necunoscută \| \| 1 \| 1,4% \| |              |  |    |        |
| Componența etnică conform recensământului din 2003 |              |  |    |        |
| |              |  |    |        |
| Albanezi | Albanezi     |  | 66 | 92,95% |
| Muntenegreni | Muntenegreni |  | 4  | 5,63%  |
| necunoscută | necunoscută  |  | 1  | 1,4%   |